# Pio V. Corpuz
Pio V. Corpuz é um município de  quarta classe de renda municipal (d) na província Masbate, nas Filipinas. De acordo com o censo de 1 de maio  de  2020 possui uma população de 23 744 pessoas e 5 960 domicílios.